# Salomé (opera)

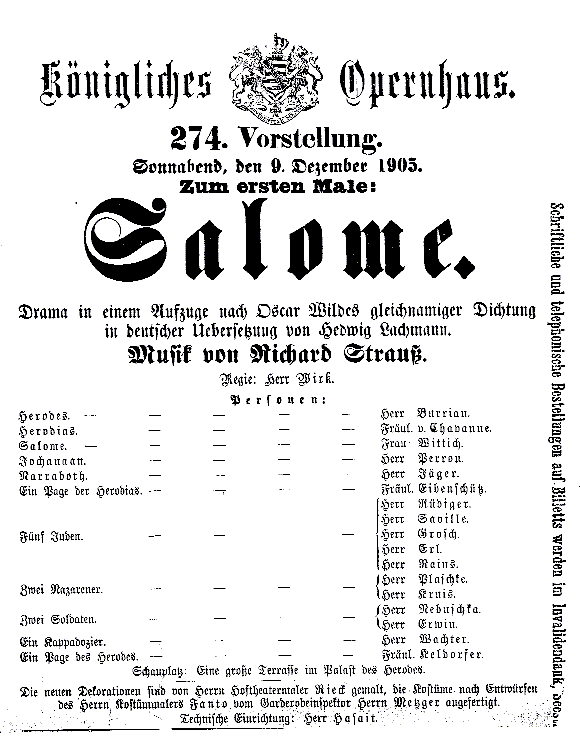
Aankondiging van de première, Königliches Opernhaus (Semperoper Dresden), 1905

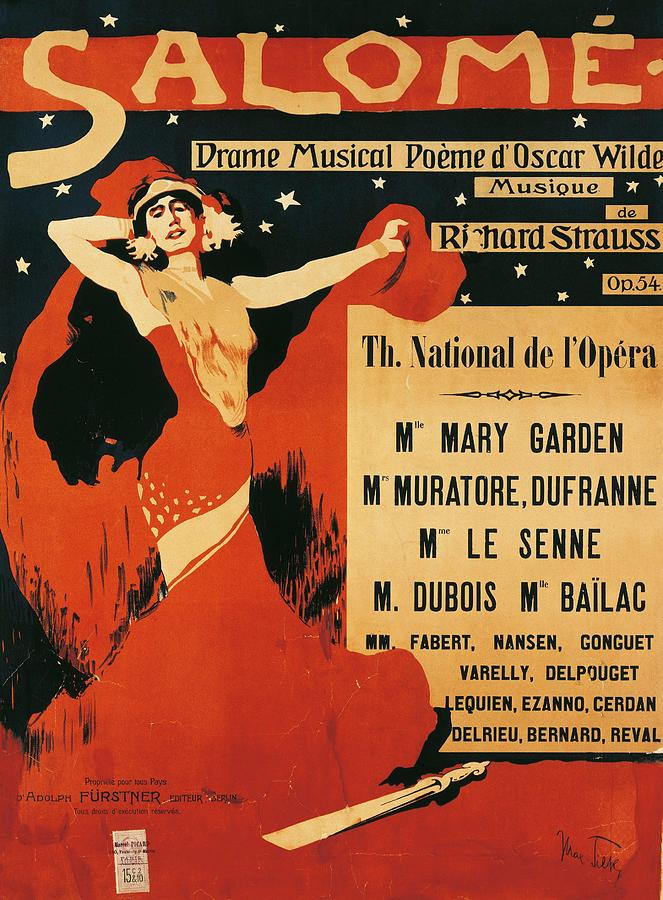
Affiche uit 1910 van het Théâtre national de l'Opéra (Parijs)

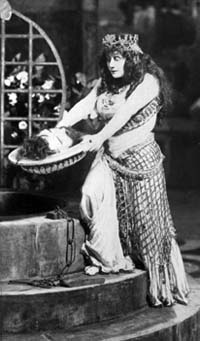
Sopraan Olive Fremstad als Salomé, Metropolitan Opera (New York), 1907

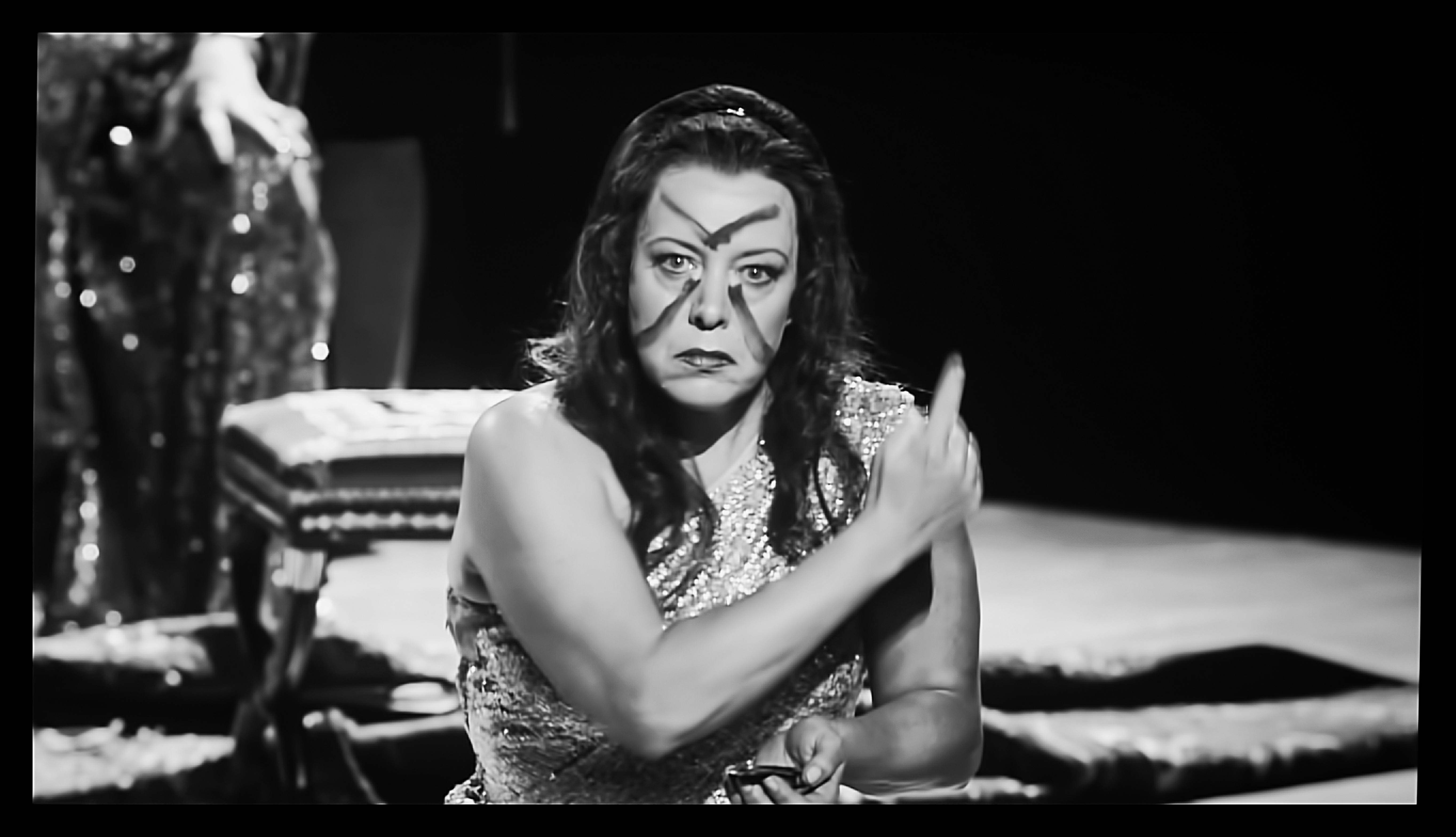
Sopraan Nina Stemme als Salomé, Koninklijke Opera (Stockholm), 2013

Salomé is een opera in één akte van Richard Strauss uit 1905, gebaseerd op het gelijknamige toneelstuk Salomé van Oscar Wilde. De componist zelf schreef het libretto naar de Duitse vertaling van Hedwig Lachmann.
Het is de derde opera die Strauss schreef en daarbij zijn eerste werkelijk originele opera met een sensuele, erotische en zelfs perverse draagkracht. Eigenzinnig gebruik van het Leidmotief en polyfonie zijn kenmerkend voor dit werk. Het werk heeft een enorme invloed gehad op de verdere evolutie van de opera.

## Geschiedenis
Oscar Wilde schreef zijn toneelstuk in 1891, oorspronkelijk in het Frans. Toen Strauss de vertaalde versie van Hedwig Lachmann gezien had, zag hij er direct een opera in. Ook Wilde zelf had de structuur van zijn Salomé in muzikale termen beschreven.
Al vanaf de première op 9 december 1905 in de Semperoper in Dresden, is een deel van het operapubliek geschokt geweest door de combinatie van christelijke Bijbelse thema's met erotiek en moord. Ook waren niet alle zangeressen bereid hun rol te spelen zoals voorgeschreven, zodat de Dans met de zeven sluiers vaak door een body double werd uitgevoerd. Niettemin was Salomé binnen twee jaar na de première al in 50 operahuizen opgevoerd, zowel in het Duits als in het Frans. Daartoe behoorde op 26 september 1907 ook de Nederlandse première in de Stadsschouwburg van Amsterdam, waar Leonore Sengern de titelrol zong.
Bij de Weense Staatsopera werd de opera pas in 1918 voor het eerst opgevoerd, omdat de beoogde dirigent Gustav Mahler geen toestemming kreeg van de censuur. De Oostenrijkse première vond plaats in 1906 in Graz onder Strauss' leiding, met in de zaal Arnold Schoenberg, Giacomo Puccini, Alban Berg en Gustav Mahler. In Londen en New York vond de première pas in 1907 plaats. In het Londense Royal Opera House, waar Thomas Beecham de dirigent was, had men in het libretto ingegrepen, bij de New Yorkse Metropolitan Opera mochten er na de premièreavond geen voorstellingen meer volgen.
Salomé groeide uit tot een van de meest opgevoerde en opgenomen opera's.

## Rollen
| Rol                                                             | Zangstem        |
| --------------------------------------------------------------- | --------------- |
| Herodes, tetrarch van Judea en Perea                            | tenor           |
| Herodias, zijn vrouw (en schoonzuster)                          | mezzosopraan    |
| Salomé, zijn stiefdochter (en nicht)                            | sopraan         |
| Jochanaan (Johannes de Doper)                                   | bariton         |
| Narraboth, wachtcommandant                                      | tenor           |
| De page van Herodias                                            | alt             |
| Eerste Jood                                                     | tenor           |
| Tweede Jood                                                     | tenor           |
| Derde Jood                                                      | tenor           |
| Vierde Jood                                                     | tenor           |
| Vijfde Jood                                                     | bas             |
| Eerste Nazarener                                                | bas             |
| Tweede Nazarener                                                | tenor           |
| Eerste soldaat                                                  | bas             |
| Tweede soldaat                                                  | bas             |
| Een Cappadociër                                                 | bas             |
| Een slaaf                                                       | sopraan / tenor |
| Koninklijke gasten (Egyptenaren, Romeinen), bedienden, soldaten |                 |

## Synopsis

### Eerste toneel
Al bij de allereerste muzieknoot komt het sensuele karakter van de opera naar voor en in de allereerste zin wordt al meteen de onweerstaanbare schoonheid van prinses Salomé bezongen. We zien Narraboth in gesprek met de page van koning Herodes. Narraboth is overduidelijk hopeloos verliefd op Salomé. De page daarentegen voorziet mogelijke rampen bij deze verliefdheid. Een element uit het decor, namelijk de maan, speelt hierin een symbolische rol. De page ziet in de maan het beeld van een vrouw die opstaat uit het graf. Deze symboliek van de maan blijft door de ganse opera terugkomen. Verschillende figuren zien er verschillende dingen in en ook de kleur en intensiteit veranderen regelmatig, afhankelijk van de uit te drukken gemoedstoestanden. Het feit dat de page in de maan een dode vrouw ziet voorspelt al meteen de dramatische afloop van het verhaal en kan zelfs verwijzen naar het neurotische karakter van Salomé.
Plots weerklinkt de stem van de profeet Johannes de Doper vanuit de kerker waar hij opgesloten zit. Hij orakelt over de komst van De Verlosser, doch niemand begrijpt wat hij zegt. De meesten vinden het een afgrijselijke en gekke excentriekeling. Koning Herodes heeft hem opgesloten en tevens verboden dat iemand met hem praat. Pas later in het verhaal wordt duidelijk dat Herodes hem gevangen houdt eerder dan hem te executeren uit schrik voor deze heilige man. Stel dat het waar is dat deze man van God komt.

### Tweede toneel
Salomé verschijnt ten tonele. Ze heeft zich teruggetrokken van de orgie die in het paleis plaatsvindt en verwondert zich over het feit dat haar stiefvader, koning Herodes, constant met lustige ogen naar haar had zitten kijken. Het decadente karakter van de hofhouding wordt op dit ogenblik in de opera duidelijk: de perversie van incest.
De symbolische functie van de maan komt weer aan bod. Wanneer Salomé in de maan kijkt ziet ze een zilveren bloem, koel en kuis, zoals de schoonheid van een jonge ongerepte vrouw; Salomé is een maagd.
Wanneer Johannes opnieuw begint te orakelen trekt dat Salomés aandacht. Blijkbaar verstaat zij beter wat hij zegt en ze beweert dat die man verschrikkelijke dingen zegt over haar moeder, Herodias. Die woont namelijk onwettig samen met de broer van haar vermoorde man, die ook de opdrachtgever voor de moord op haar man was. Johannes noemt haar regelrecht een hoer. Salomé is duidelijk geïnteresseerd in deze geheimzinnige man en wil met hem praten, ook al heeft Herodes dat verboden. Ze richt zich tot Narraboth, waarvan ze maar al te goed weet dat deze haar al vaker begluurde. Ze windt hem moeiteloos om de vinger, speelt met hem, verleidt hem, belooft hem dingen, speelt in op zijn verliefdheid voor haar en bekomt zo wat ze wil: Narraboth beveelt om Johannes uit zijn kerker te laten. Dit voorval laat ons zien dat Salomé er wel degelijk van bewust is wat een jong meisje kan bereiken met wat geflirt alsook dat ze kost wat kost haar zin wil en zal krijgen.

### Derde toneel
Johannes verschijnt en Salomé is danig onder de indruk. Haar eerste gevoel is afgrijzen maar dat verandert snel in aanbidding. Ze is verrukt door zijn mooie lichaam, zijn prachtige haren en zijn zwoele mond. Ze wil hem kussen en dringt meerdere malen aan om dat te mogen doen. Johannes, een man van het geloof, moet echter niets hebben van een opdringerige dochter van een hoer en weigert. Het is maar de vraag in hoeverre Johannes niet lijdt aan gynaecofobie, net zoals het de vraag blijft of Salomés interesse in hem niet vooral voortkomt uit het feit dat hij excentriek en onbereikbaar is. Tenslotte heeft zij altijd alle mannen het hoofd op hol kunnen brengen, Narraboth is daar het voorbeeld van. Wanneer Salomé blijft aandringen om Johannes te kussen, vervloekt hij haar ten slotte en keert terug naar zijn kerker. Tegelijkertijd is Narraboth letterlijk ten onder gegaan aan zijn liefde voor Salomé: niet in staat toe te zien hoe Salomé zich geheel verslingerde aan een gekke en afstotelijke profeet heeft hij zichzelf gedood met zijn zwaard vlak voor haar voeten. Salomé heeft dat niet eens gemerkt en ook in de enscenering is dit een heel vluchtige actie. Het beklemtoont Salomés koelbloedigheid.

### Vierde toneel
Koning Herodes en koningin Herodias verschijnen ten tonele. Hij is op zoek naar Salomé en zij blijft proberen hem ervan te weerhouden haar dochter met lustige ogen te bekijken. Ook Herodes ziet op zijn beurt de maan en daarin de beeltenis van een waanzinnig en dronken wijf. Herodes is een op lust uit zijnde geilaard. Herodias is de enige die de maan ziet zoals de maan werkelijk is. Zij is zich inderdaad bewust van de incestueuze bedoelingen van Herodes. Ze beseft ook dat de lasterpraat die Johannes continu over haar uit, haar imago als koningin kan verwoesten, ook al is het de waarheid. Ze zou niets liever hebben dan dat die profeet ter dood veroordeeld wordt, doch zoals eerder vermeld weigert Herodes dit te doen uit schrik dat het weleens echt een goddelijke man zou kunnen zijn. Deze schrik wordt ook symbolisch weergegeven in een felle en koude wind die plots komt opzetten en alleen gevoeld wordt door Herodes. Die wind gaat echter even snel liggen als hij kwam opzetten en Herodes gaat gewoon door met feestvieren. Een extra beklemtoning van zijn decadentie komt tot uiting wanneer hij het dode lichaam van Narraboth bemerkt. Met weinig interesse over het hoe en waarom van dat lijk beveelt hij snel om het weg te halen. Herodes wil feesten en niets anders. Hij laat meer eten en drinken aanrukken en om de ogen ook wat plezier te gunnen vraagt hij aan Salomé om te dansen voor hem. Deze weigert aanvankelijk maar als de geile Herodes haar belooft en zelfs zweert dat ze mag vragen wat ze wil van hem stemt ze toe. Ze danst een uiterst erotische dans en hoewel het niet zeker is of componist Strauss het zo bedoeld heeft, wordt deze dans van zeven sluiers vaak opgevoerd als een striptease-act, waarbij Salomé tegen het eind van de dans volledig naakt op de bühne staat.
Wanneer Salomé de dans beëindigd heeft, is Herodes dol van opwinding en vraagt wat ze wil. De linke Salomé, die al lang haar kans zag om wraak te nemen op de onverschilligheid van Johannes tegenover haar, verlangt zijn hoofd op een zilveren plaat. De mogelijke gynaecofobie van Johannes lijkt gerechtvaardigd te zijn; een vrouw wijs je niet af. Herodes weigert aanvankelijk maar moet wel toegeven daar hij gezworen had haar te geven wat ze wou. Herodias is uiteraard ook tevreden dat deze man uiteindelijk zal verdwijnen en steekt zelfs een handje toe om de executie te versnellen.
Het absolute hoogtepunt van de opera wordt bereikt wanneer men het afgehakte en bloederige hoofd van Johannes op een zilveren schaal voorschotelt aan Salomé. "Ah! Je wilde mij jouw mond niet laten kussen, Johannes!" zegt ze, "Wel, nu zal ik hem kussen!" en ze kust, likt en bijt zelfs op de mond van het afgehakte hoofd. Summum van seksuele perversie: necrofilie.
Zelfs voor de decadente Herodes is dit te veel en hij kan dit niet aanzien. Hij beveelt haar te doden. De opera eindigt met een aantal soldaten die zich op Salomé storten met getrokken zwaarden en haar met hun schilden bedekken.